# Lescuraea radicosa
Lescuraea radicosa là một loài Rêu trong họ Leskeaceae. Loài này được (Mitt.) Mönk. mô tả khoa học đầu tiên năm 1927.